# Gnesta (area urbana)
Gnesta è un'area urbana della Svezia situata nel comune di Gnesta, contea di Södermanland.
La popolazione risultante dal censimento 2010 era di 5 562 abitanti .